# 結婚申込

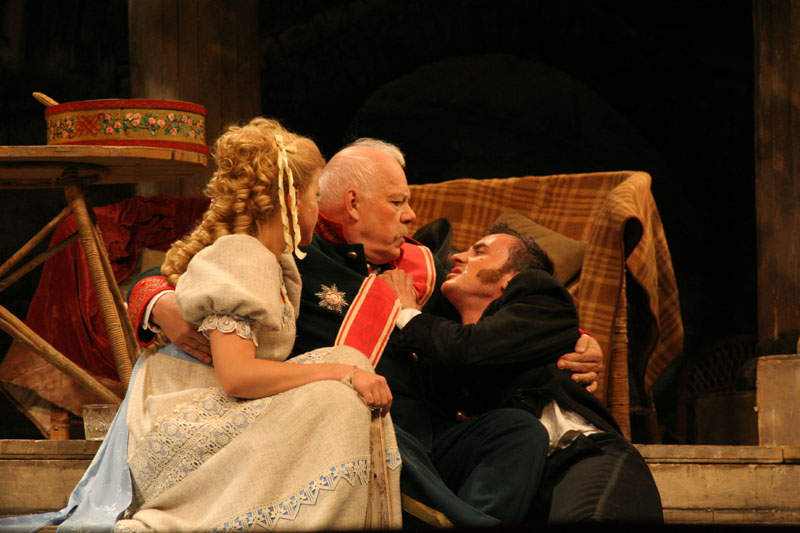
モスクワのマールイ劇場での上演風景（2008年）

『結婚申込』（けっこんもうしこみ、露：Предложение）は、ロシアの劇作家アントン・チェーホフによる戯曲。全一幕の喜劇。1888年に執筆され1889年4月12日に初演。
邦題は場合により送り仮名付きの『結婚申込み』『結婚申し込み』と表記することがあるほか、『犬』『申込』『プロポーズ』などの別題もある。

## 登場人物
人名は訳者により表記ゆれがある。
- ステパン・ステパーノヴィチ・チュブコーフ（Степану Степановичу Чубукову） - 地主。
- ナターリヤ・ステパーノヴナ（Натальей Степановной） - チュブコーフの娘。25歳。
- イワン・ワシーリエヴィチ・ローモフ（Иван Васильевич Ломов） - チュブコーフの隣人である地主。35歳。興奮すると体に異常をきたす。

## あらすじ
チュブコーフの屋敷に、懇意にしている隣人のローモフが訪れる。正装の燕尾服姿であることを不思議がるチュブコーフに、ローモフは娘のナターリヤに結婚を申し込みに来たと告げる。これを聞いたチュブコーフは涙を流して喜び、ナターリヤを呼びに行く。
部屋にやってきたナターリヤが用件を尋ねると、ローモフは興奮を抑えながら手始めにこれまでの親族同士の付き合いについて話す。この中でローモフが自身の所有地の名前を挙げチュブコーフ家の土地と接していると語った時、ナターリヤは話を遮り、ローモフが挙げた土地は自分たちのものだと主張する。ローモフはこれに言い返すがナターリヤは応じず、以降、二人の会話は激しい口論に発展する。この騒ぎを聞きつけ部屋に入ってきたチュブコーフが事情を聴くと、チュブコーフはナターリヤに同調してローモフへの批判を展開し、興奮でふらついているローモフはチュブコーフに追われるように屋敷から立ち去る。その後、怒り心頭のチュブコーフがふとローモフの結婚申し込みの話を口にするとナターリヤは驚いて慌てふためき、ローモフを連れ戻してとチュブコーフに叫ぶ。
屋敷に戻ってきたローモフにナターリヤは先刻までの非礼を謝罪し、仕切り直しに互いの猟犬について話し始める。すると、どちらの犬が優秀かの話題で再び言い争いとなり、チュブコーフはナターリヤの側についてローモフを批判する。ここで、興奮が頂点に達したローモフはその場で卒倒してしまう。これを見たナターリヤはローモフが死んでしまったと悲鳴を上げチュブコーフも動揺するが、ローモフは直後に意識を取り戻す。チュブコーフは早く結婚してくれと言い放ち、ナターリヤは結婚に同意してローモフと口づけをかわす。二人は幸福感に包まれるが、ナターリヤが先程の犬の話を持ち出すとまたも言い争いになる。この様子を見たチュブコーフは、早速仲のいい夫婦生活が始まったと歓迎する。

## 日本語訳書
- 小山内薫訳『近代劇五曲』（大日本図書、1913年）
- 米川正夫訳『チェーホフ戯曲全集 上巻』（岩波書店、1926年9月）
- 小山内薫訳『世界戯曲全集 第二十四巻 露西亜篇2 露西亜近代劇集』（近代社、1928年）
- 花井修三郎訳『袖珍世界文学叢書5 チエホフ集』（中央出版社、1928年3月）
- 高倉輝訳『近代劇全集 第28巻 露西亜篇』（第一書房、1929年）
- 文芸社編輯部訳『世界文芸叢書11 熊と犬』（文芸社、1929年）
- 中村白葉訳『チェーホフ全集 イワーノフ』（金星堂、1935年）
- 神西清訳『チェーホフ一幕物全集』（岩波文庫、1939年2月）
- 米川正夫訳『チェーホフ選集 第5巻』（小山書店、1950年）
- 中村白葉訳『三人姉妹・結婚申込み』（新潮文庫、1952年）
- タカクラテル訳『タカクラ・テル名作選 チェホフ戯曲集』（理論社、1953年）
- 米川正夫訳『結婚申込み：他四篇』（角川書店、1957年）
- 米川正夫訳『チェーホフ一幕物全集』（岩波文庫、1958年、ISBN 4003262301）
- 中村白葉訳『ロシア文学全集 第21巻 チェーホフ2』（修道社、1958年5月）
- 野崎韶夫訳『結婚申込み・熊』（大学書林語学文庫、1960年1月、ISBN 9784475021647）
- 神西清、池田健太郎、原卓也共訳『チェーホフ全集 11』（中央公論社、1960年）
- 中村白葉訳『大草原』（日本ブッククラブ、1971年）
- 松下裕訳『チェーホフ全集 11』（筑摩書房、1988年6月24日、ISBN 4480789111）
- 松下裕訳『チェーホフ全集 10』（ちくま文庫、1994年5月24日、ISBN 4480028102）
- 松下裕訳『チェーホフ戯曲選』（水声社、2004年8月1日、ISBN 9784891765293）
- 牧原純、福田善之共訳『結婚、結婚、結婚！ 熊・結婚申込・結婚披露宴 1幕戯曲選』（群像社、2006年12月、ISBN 9784903619019）
- 浦雅春訳『桜の園/プロポーズ/熊』（光文社古典新訳文庫、2012年1月13日、ISBN 9784334752590）

## 備考
- 1935年、ロシアの演出家フセヴォロド・メイエルホリドは本作とチェーホフの他の戯曲『熊』『創立記念日（英語版）』を組み合わせた3幕の劇『33 Swoons』を制作した[2]。
- 1957年、オーストラリアで本作を原作とするテレビ映画『The Proposal（英語版）』が放映された[3]。